# Бон, Александр Сергеевич
Алекса́ндр Серге́евич Бон (фамилия при рождении и до 2013 года — Бо́ндарев, род. 9 июля 1985, Мурманск, РСФСР, СССР) — российский певец и музыкант.
Финалист третьего сезона российского телешоу «Голос» на Первом канале.
Автор песен, стихов, оригинальных музыкальных композиций и аранжировок.
Исполняет музыку самых разных направлений на нескольких языках.
В 2013 году официально изменил фамилию на Бон.

## Биография
Александр Бон родился 9 июля 1985 года в Мурманске.
Окончил Мурманский государственный гуманитарный университет (МГГУ) (бывший Государственный Педагогический Университет) по специальности «учитель музыки, класс гитара».
По окончании университета работал преподавателем по классу гитары  в Доме детского творчества имени Торцева.
В Мурманске Александр Бон начинает карьеру вокалиста в составе группы «Роджер».
В 2009 году Александр Бон переехал в Санкт-Петербург, где продолжил заниматься творчеством.
В 2010 году принял участие в нескольких музыкальных конкурсах (Гран-при открытого регионального фестиваля молодёжного творчества «ТРАССА-2010», победитель фестиваля вокала «Взлётная полоса», лауреат 18-го Всероссийского фестиваля «Российская студенческая весна — 2010» в номинации «Эстрадный вокал. Соло»).
В 2011 году становится солистом группы «vMetro», с которой выступает на улицах города, в питерской подземке, в клубах, а также выступает  — в Санкт-Петербургском Театральном центре на Коломенской.
В 2014 году принял участие в третьем сезоне телешоу «Голос» на Первом канале, где под руководством Димы Билана вышел в финал, заняв 3-е место по итогам зрительского голосования.
В 2015 году совершил первый гастрольный тур (Бонтур) по 7 городам России.
22 марта 2015 года Александр Бон в качестве специального гостя принял участие в концерте американской группы «Thirty Seconds to Mars» в московском СК Олимпийский.
29 мая 2015 года состоялся сольный концерт Александра Бона в концертном зале Крокус Сити Холл (Москва).
30 августа 2015 года Александр Бон выступил с сольным концертом в московском клубе «16 тонн». Певец представил свои авторские композиции, которые впоследствии включил в первый мини-диск.
В 2015 году Александр Бон принял участие в третьем сезоне телепроекта Первого канала «Точь-в-точь». Перевоплощался в Юрия Шатунова, Диму Билана, Саймона Ле Бона, Илью Лагутенко, Элвиса Пресли, Яака Йоалу, Евгения Белоусова, Мэттью Беллами, Василия Обломова, Мортена Харкета и Сергея Лазарева.
19 июня 2016 года вышел в свет дебютный  мини-альбом (EP) "миниАБон", в который вошли 4 авторские композиции.
15 февраля 2017 года состоялся релиз первого альбома (LP) "Девочка рай", включившего в себя 10 композиций, 9 из которых написаны Александром Боном.
В 2021 году артист открыл новое творческое направление: озвучку и анимацию комиксов. Видео Бон выкладывает на ютьюб-канале COMICSBON.
В 2022 году его дискографию пополнили композиции «Напрокат», «Драма» и «Биом».
Благодаря хорошему слуху исполнитель поёт на французском, итальянском,     испанском, английском языках и даже на иврите.

## Награды
- 2010 — Гран-при открытого регионального фестиваля молодёжного творчества «ТРАССА-2010»
- 2010 — Победитель фестиваля вокала «Взлётная полоса»
- 2010 — Лауреат 18-го Всероссийского фестиваля «Российская студенческая весна — 2010» в номинации «Эстрадный вокал. Соло» (3-е место).
- 2014 — Финалист шоу «Голос», «Первый канал» (3-е место).

## Дискография
| №                   | Название            | Текст песни         | Музыка              | Длительность |
| ------------------- | ------------------- | ------------------- | ------------------- | ------------ |
| 1.                  | «Человек»           | Александр Бон       | Александр Бон       | 4:48         |
| 2.                  | «Лети»              | Александр Бон       | Александр Бон       | 4:00         |
| 3.                  | «Живое в тебе»      | Александр Бон       | Александр Бон       | 3:15         |
| 4.                  | «В сердцах»         | Александр Бон       | Александр Бон       | 3:48         |
| Общая длительность: | Общая длительность: | Общая длительность: | Общая длительность: | 15:51        |

| №                   | Название            | Текст песни         | Музыка              | Длительность |
| ------------------- | ------------------- | ------------------- | ------------------- | ------------ |
| 1.                  | «Подруга»           | Александр Бон       | Александр Бон       | 4:21         |
| 2.                  | «Ты забудешь меня»  | Александр Бон       | Александр Бон       | 3:08         |
| 3.                  | «Перекись любви»    | Александр Бон       | Александр Бон       | 5:53         |
| 4.                  | «Живое в тебе»      | Александр Бон       | Александр Бон       | 3:18         |
| 5.                  | «Человек»           | Александр Бон       | Александр Бон       | 4:46         |
| 6.                  | «Налегке»           | Александр Бон       | Александр Бон       | 4:41         |
| 7.                  | «Лети»              | Александр Бон       | Александр Бон       | 4:05         |
| 8.                  | «Девочка рай»       | Александр Бон       | Александр Бон       | 3:50         |
| 9.                  | «В сердцах»         | Александр Бон       | Александр Бон       | 3:50         |
| 10.                 | «Дай мне руку»      | Денис Ковальский    | Денис Ковальский    | 4:02         |
| Общая длительность: | Общая длительность: | Общая длительность: | Общая длительность: | 41:54        |